# Йохан II фон Райфершайд
Йохан II фон Райфершайд 'Стари' (на немски: Johann II der Ältere Herr von Reifferscheid und Bedburg; † 3 септември 1316/8 януари/ сл. 13 януари 1317) от фамилията Райфершайд, е господар на Райфершайд и Бедбург, майор-бургхер на Кьолн (1272), жител на Кьолн 1272 г.

## Произход
Той е син на Йохан I фон Райфершайд-Бедбург († 1254) и съпругата му Юта фон Изенбург-Кемпених († сл. 1278), дъщеря на Дитрих II фон Изенбург-Кемпених († 1251) и втората му съпруга му Адела († 1258). Брат е на Йохан 'Млади' фон Райфершайд († сл. 1278), господар на Гарсдорф, и Фридрих II фон Райфершайд († 1281), господар на Малберг и Бедбург.

## Фамилия
Йохан II фон Райфершайд се жени пр. 2 януари 1291 г. за графиня Кунигунда фон Вирнебург († 20 юни 1328), сестра на Хайнрих II († 1332), архиепископ и курфюрст на Кьолн (1304 – 1332), дъщеря на граф Хайнрих I фон Вирнебург († сл. 1298) и Понцета фон Оберщайн († 1311); или дъщеря на граф Рупрехт II фон Вирнебург († 1308) и Кунигунда фон Нойенар († 1329). Те имат децата:
- Хайнрих фон Райфершайд-Бедбург († 1340), женен 1330 г. за Йохана фон Кесених († пр. 21 февруари 1361)
- Йохан III фон Райфершайд († 7 юни 1315 – 13 януари 1317), женен за Рикарда фон Залм/фон дер Марк (* ок. 1290; † сл. 1330)
- Мехтилд фон Райфершайд († сл. 1304), омъжена сл. 1289 г. за Вилхелм IV фон Щолберг-Зетерих († пр. 1305)
- Понцета фон Райфершайд († сл. 1337), омъжена за граф Вилхелм II фон Нойенар († пр. 13 август 1336)
- Хадвигис фон Райфершайд († 13 януари 1305), монахиня в Буртшайд

Вдовицата му Кунигунда фон Вирнебург се омъжва втори път ок. 1314 г. за Йохан III ван Аркел (* ок. 1280; † 24 декември 1324) и е майка на Ян/Йохан ван Аркел, епископ на Утрехт (1342 – 1364), княжески епископ на Лиеж (1364 – 1378).